# 载具盲点
车辆中的盲点，载具视野盲区是指驾驶员无法直接观察到的载具周围的区域，有時又被稱為鬼探頭。在交通运输中，驾驶员能见度是指车辆驾驶员能够看到和识别车辆周围突出物体的最大距离。能见度主要由天气条件（见能见度）和车辆设计决定。影响能见度的车辆部件包括挡风玻璃、仪表板和立柱。良好的驾驶员能见度对道路交通安全至关重要。

## 汽车盲点
这是驾驶员向前看或通过後視鏡时看不到的道路区域。驾驶者最常见的盲点之一是汽车后部两侧的区域。如果一辆车落入驾驶员的盲点，他必须采取以下方法之一才能看到它：
- 将头稍微向后移，进行转头确定。
- 调节侧面后视镜和中央后视镜，并减少车辆上的佩饰对其的干扰，从而得到获得更多的视野空间。
- 改进盲点侦测系统、雷达防撞系统，加装行车记录仪，开启车道偏离等警示。
- 使用自动驾驶的摄像头。

### 避免盲点的设备
- 后视镜，每辆汽车都有左侧后视镜、右侧后视镜及中央后视镜（望后镜）。开车前需要确保调整座椅三面后视镜的角度与方向妥当。后视镜的面积越大，开车人士可以看到的范围就越大，然而，基于车辆通过性以及风阻噪音的因素，汽车后视镜不能做得太大，因此还是会造成开车人士无法看到的盲点。[3]

- 广角小圆镜，可在侧视镜上加装

## 道路交通
在想要改变车道或转弯之前，请使用方向燈，并确保安全后才换道或转弯。

## 有轨电车和火车盲点

用于警告有轨电车和火车周围盲点的通用警告标志

有轨电车和火车（机关车和车厢和/或动车组）周围也存在盲点。

## 船舶盲点
船前的大型船只容易落入盲点。使用放置在船前的摄像头克服盲点。

## 飞机盲点
飞机（直升机、飞艇、飞机、滑翔机）周围也存在盲点。

## 参阅
- 盲点
- 盲点侦测系统
- 高级辅助驾驶系统
- 自动泊车
- 倒车碰撞
- 開門殺